# Navagam Ghed
Navagam Ghed è una suddivisione dell'India, classificata come municipality, di 39.483 abitanti, situata nel distretto di Jamnagar, nello stato federato del Gujarat. In base al numero di abitanti la città rientra nella classe III (da 20.000 a 49.999 persone).

## Geografia fisica
La città è situata a 21° 51' 0 N e 73° 42' 0 E e ha un'altitudine di 41 m s.l.m..

## Società

### Evoluzione demografica
Al censimento del 2001 la popolazione di Navagam Ghed assommava a 39.483 persone, delle quali 20.706 maschi e 18.777 femmine. I bambini di età inferiore o uguale ai sei anni assommavano a 4.692, dei quali 2.573 maschi e 2.119 femmine. Infine, coloro che erano in grado di saper almeno leggere e scrivere erano 28.544, dei quali 16.023 maschi e 12.521 femmine.